# IC 2740
IC 2740 ist eine Spiralgalaxie vom Hubble-Typ S im Sternbild Löwe auf der Ekliptik. Sie ist schätzungsweise 1,5 Milliarden Lichtjahre von der Milchstraße entfernt und hat einen Durchmesser von etwa 130.000 Lichtjahren.
Im selben Himmelsareal befinden sich u. a. die Galaxien IC 2741, IC 2748, IC 2749, IC 2757.
Das Objekt wurde am 27. März 1906 von Max Wolf entdeckt.